# Laura Dean (actrice)
Pour les articles homonymes, voir Laura Dean et Dean.
Laura Francine Deutscher, connue sous le nom de scène Laura Dean, née le 27 mai 1963  à New York, est une actrice américaine de cinéma et de télévision et une actrice vocale (en).

## Biographie
Laura Dean est notamment connue pour avoir interprété le rôle de Sophie dans la 3e et la 4e saison de Friends ainsi que pour le personnage de Tamara dans Princesse Starla et les Joyaux magiques.
De 10 ans à 15 ans, elle a joué au New York City Opera dans La Bohème, Die tote Stadt et Mefistofele.

## Filmographie

### Au cinéma
- 1980 : Pulsions cannibales :  Brunette Jogger[1],[2]
- 1980 : Fame d'Alan Parker
- 1985 : Almost You d'Adam Brooks
- 1986 : Mon petit poney, le film de Michael Joens
- 1993 : Emmanuelle au 7e ciel de Francis Leroi
- 2002 : Chicago de Rob Marshall

### À la télévision
- 1986 : Les Aventures des Galaxy Rangers, (série télévisée d'animation) : voix d'origine de Niko
- 1997 : Friends : Sophie dans la 3e et la 4e saison